# 松田バスストップ

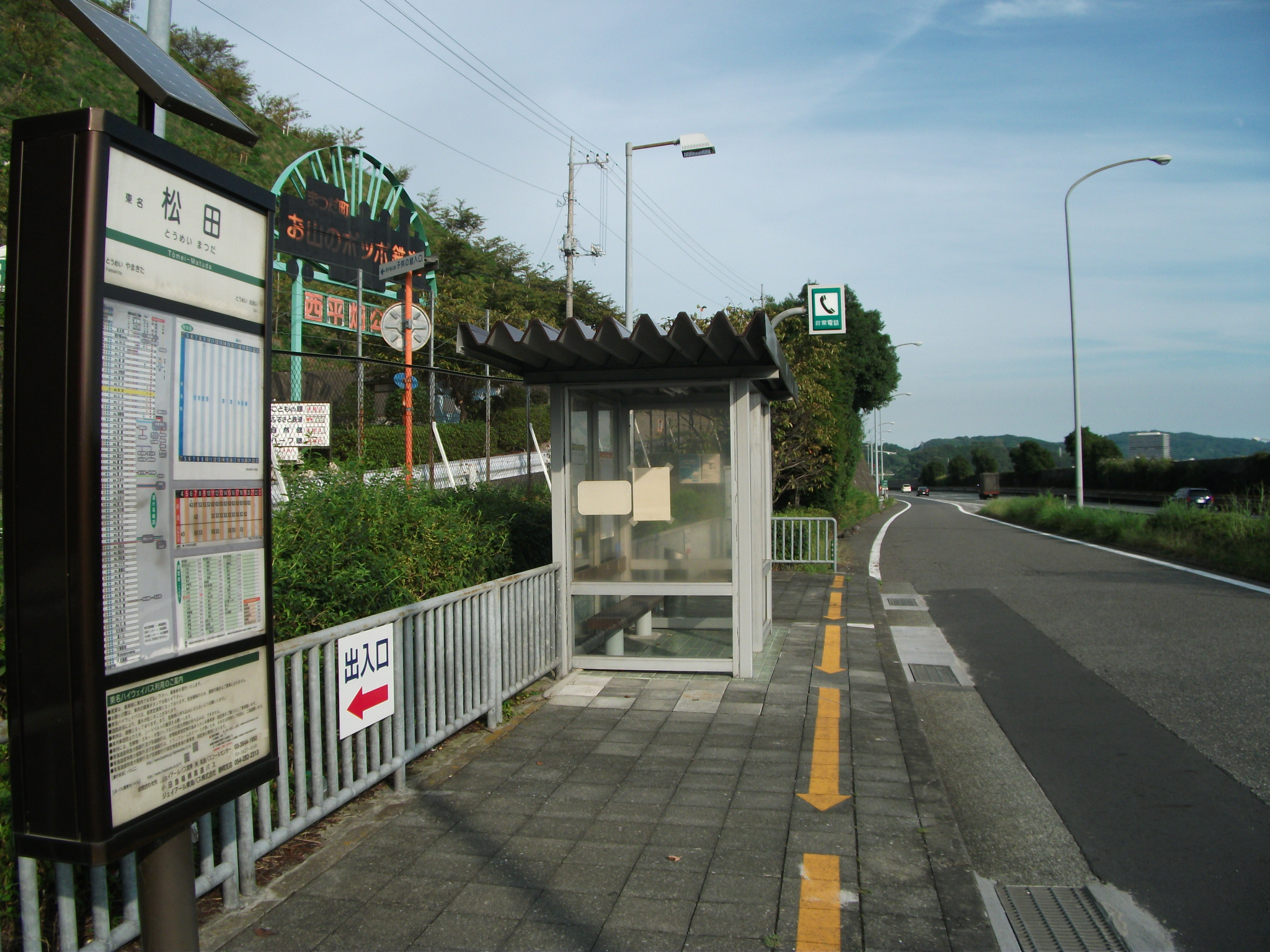
上り線松田バスストップ

松田バスストップ（まつだバスストップ）は、神奈川県足柄上郡松田町の東名高速道路本線上にあるバス停留所である。東名松田（とうめいまつだ）とも言う。
JR東名ハイウェイバスの急行便と小田急ハイウェイバスの特急便が全便停車する。

## 歴史
- 1969年6月10日： 開設
- 1991年3月28日： 新上り線開通に伴い上り停留所を現在地に移設。旧上り線（現下り線右ルート）の停留所を廃止

## 停車する路線
- JR東名ハイウェイバス 急行便（東京駅 - 東名御殿場 - 東名静岡 - 静岡駅）
- 小田急ハイウェイバス （新宿駅 - 東名御殿場 - 御殿場駅 - 箱根仙石 - 箱根桃源台）
- 羽田空港・横浜駅 - 御殿場駅・箱根桃源台（小田急ハイウェイバス、京浜急行バス共同運行）羽田空港発は降車のみ、御殿場駅・箱根桃源台発は乗車のみ。

## 隣接のバス停等

### 至近のIC・BS等
- 山北BS - 松田BS - 大井松田IC - 大井BS

### 停車するBS
- 山北BS - 松田BS - 大井BS

## 乗り換え
- 箱根登山バス 松田小学校バス停　（小田急小田原線新松田駅及び伊豆箱根鉄道大雄山線大雄山駅方面）
- 富士急湘南バス かなん沢バス停[1]（小田急小田原線新松田駅及びJR御殿場線山北駅方面）
- 小田急小田原線 新松田駅　（徒歩約15分）
- JR御殿場線 松田駅　（徒歩約10分）

## 距離
- 東京駅から78.0 km
- 新宿駅から74.4 km

座標: 北緯35度21分2.6秒 東経139度8分8.3秒 / 北緯35.350722度 東経139.135639度